# Amerikaanse gouverneursverkiezingen 2011
De Amerikaanse gouverneursverkiezingen 2011 werden gehouden op dinsdag 8 november 2011 in de staten Louisiana, Kentucky en Mississippi. In West Virginia werd een speciale verkiezing gehouden om te bepalen wie de termijn van de opgestapte gouverneur Joe Manchin mocht voltooien.

## Uitslag
| Staat                               | Huidige gouverneur            | Partij      | Status                                                               | Kandidaten                                                                      |
| ----------------------------------- | ----------------------------- | ----------- | -------------------------------------------------------------------- | ------------------------------------------------------------------------------- |
| Kentucky                            | Steve Beshear                 | Democraat   | Herkozen                                                             | Beshear (D), 55.65% David L. Williams (R), 35.29% Gatewood Galbraith (I), 8.97% |
| Louisiana                           | Bobby Jindal                  | Republikein | Herkozen                                                             | Jindal (R), 65.82% Tara Hollis (D), 17.87%                                      |
| Mississippi                         | Haley Barbour                 | Republikein | Huidige gouverneur niet herkiesbaar Opnieuw Republikeinse gouverneur | Phil Bryant (R), 61.07% Johnny DuPree (D), 38.93%                               |
| West Virginia (speciale verkiezing) | Earl Ray Tomblin (Waarnemend) | Democraat   | Gekozen om termijn af te maken.                                      | Tomblin (D), 49.47% Bill Maloney (R), 47.14%                                    |